# Nils Ufer
Nils Ufer (født 17. juni 1939 i København, død 2. januar 1993) var en dansk journalist og redaktør.
Han begyndte sin karriere ved Fyns Tidende i Odense, og var fra 1964-1974 og igen 1985-1987 ansat ved Information. Fra 1987 var han ansat ved Weekendavisen. Fra 1974-1985 var han redaktør af Corsaren.
I 1968 dækkede han studenteroprøret i Paris for Information, og dækkede i begyndelsen af 1990'erne Tamilsagen for Weekendavisen. Han modtog posthumt 1992 Cavlingprisen for sine artikler om Tamilsagen, som han også gav en ætsende behandling i teaterstykket Mens vi venter på retfærdigheden. Stykket, som havde Peter Larsen i den eneste rolle, blev med stor succes opført på Café Teatret og i DRTV.
Sideløbende medvirkede Ufer i seks spillefilm.
Han er begravet på Assistens Kirkegård. 

## Filmografi
- Den gale dansker (1969)
- Giv Gud en chance om søndagen (1970)
- Kære Irene (1971)
- Revolutionen i vandkanten (1971)
- Mor, jeg har patienter (1972)
- Prins Piwi (1974)